# Yahualica de González Gallo
Yahualica de González Gallo es una localidad del estado mexicano de Jalisco. Es la cabecera del municipio de Yahualica de González Gallo.

## Toponimia
El nombre «Yahualica» proviene de los términos en náhuatl: yahualli, cosa redonda; can, lugar. Su significado es «Lugar en el redondel» o «Lugar en la cosa redonda». El nombre en náhuatl hace referencia a su ubicación, en la cima de una meseta redonda. El nombre «González Gallo» rinde homenaje a José de Jesús González Gallo, gobernador de Jalisco de 1947 a 1953, oriundo de la localidad.

## Demografía
| Gráfica de evolución demográfica |
|                                  |

| Censo | Población |
| ----- | --------- |
| 1900  | 3 390     |
| 1910  | 3 036     |
| 1921  | 4 013     |
| 1930  | 4 421     |
| 1940  | 4 298     |
| 1950  | 5 697     |
| 1960  | 7 087     |
| 1970  | 9 502     |
| 1980  | 10 795    |
| 1990  | 13 406    |
| 2000  | 14 225    |
| 2010  | 13 655    |
| 2020  | 14 497    |